# Graziella Caly
Graziella Caly, pseudonimo di Graziella Caliandro (Monticelli d'Ongina, 1940), è una cantautrice e giornalista italiana. In alcune incisioni ha usato le denominazioni Graziella Calì, Grazia Kaly', Pitù, Grace, mentre come autrice di testi ha usato spesso lo pseudonimo Nuvola.

## Biografia
Nata in Emilia-Romagna da una famiglia di origini pugliesi, dopo il diploma magistrale si iscrive alla facoltà di pedagogia all'Università Cattolica del Sacro Cuore di Milano; nello stesso periodo inizia a cantare, ottenendo un contratto discografico con la Fonit Cetra, con cui pubblicherà l'album Sognando al chiaro di luna e diversi singoli, tra cui la famosa  Sayonara.
Contemporaneamente, con il nome d'arte Pitù, venivano pubblicati brani di stile completamente diverso, destinati soprattutto al mercato tedesco (con etichetta Jet Romva Intern., distribuzione Philips): My dream e Eso es el amor con l'orchestra di Fausto Papetti e altri con il Maestro Luciano Zuccheri (Nessuno al mondo, Antipatico, Non portare tuo cugino).
Registra poi alcune cover, reinterpretando alcuni notevoli successi dell'epoca, per la Nuova Enigmistica Tascabile, che vengono incise in molti 45 giri. Esce poi la collana: Le più belle canzoni del mondo. Nel 1965 incide: Le canzoni della resistenza per la SIDET.
Nel frattempo si esibisce dal vivo come cantante da night e concerti anche all'estero. Partecipa al Festival della Canzone Siciliana, classificandosi al primo posto, e cambia casa discografica passando prima alla Yes, pubblicando brani scritti da lei come Ho freddo e altri, e poi fu la volta della BDM.
Nel 1967 partecipa con Che gusto c'è alla seconda edizione del Festival delle cantautrici, presentato da Daniele Piombi e trasmesso dal Secondo Canale; sempre nello stesso anno partecipa a novembre al Festival di Zurigo con Ti voglio.
Il 6 dicembre 1969 la Televisione della Svizzera Italiana le dedica una puntata monografica, Incontro con Graziella Caly che interpreta tutti brani scritti da lei come cantautrice. Scrive anche i testi di due brani per i famosissimi cantautori Simon & Garfunkel, e collabora ai testi dell'album dei CELTI.
Nel 1970 forma il gruppo de Gli Aquarius, in seguito al grande successo ottenuto con la versione italiana del famoso brano Aquarius dalla commedia musicale Hair. L'autore Mc.Dermot ha definito l'interpretazione di Graziella la migliore realizzata in Italia. Qualche anno dopo uscirà il suo album più noto, Le canzoni delle donne carcerate, con la collaborazione ai testi di Aldo Locatelli, alle musiche di Mario Mellier e agli arrangiamenti di Piero Soffici, rielaborando alcuni scritti di recluse nel Carcere di San Vittore di Milano e nel carcere di La Spezia.
Nel 1979 esce un singolo molto seguito nelle TV di allora: Sono donna anch'io, cui segue l'album In riva agli occhi di una donna, con testi suoi e di Gerardo Tarallo (arrangiatore di tutto l'album), pubblicato dalla Panarecord, che presenterà anche al Teatro Gerolamo di Milano in un suo riuscitissimo récital che continuerà in tournée negli anni ottanta.
Graziella Caly ha partecipato anche in veste di attrice a sceneggiati TV e ha anche presentato diverse manifestazioni teatrali, conseguendo premi di prestigio.
Nel 1973 si iscrive all'albo dei giornalisti, specializzandosi nel settore dello spettacolo e collaborando tra gli altri con la Gazzetta di Mantova e il Corriere d'Informazione, Le Gazzette del Centro Sud e con gli uffici Stampa dell'Ariston e di altre Case discografiche. Dal 2005 al 2010 firma, per RTI Music, con lo pseudonimo di Nuvola, i testi di varie sigle e canzoni per cartoni animati di Mediaset insieme a sua figlia, la cantante e attrice Arianna, scrive tutti i testi del musical: "Il mago di Oz". Suo è il testo di un famoso cartone della Disney "Oliver" e scrive una ventina di testi per una casa editrice musicale milanese che si occupa di orchestre di liscio. 
Negli ultimi anni ha pubblicato alcuni romanzi utilizzando il suo vero nome, tra cui L'orco nel 2008. 
Con sua figlia Arianna l'abbiamo vista spesso in trasmissioni televisive della Rai: La vita in diretta; parecchie partecipazioni a: I fatti vostri, dopo essere stata premiata come "golden mamma" alla festa della Mamma in diretta dall'Antoniano di Bologna, presentata da Milly Carlucci. Successivamente in Mondovisione, ha cantato insieme ad Arianna il suggestivo brano: "Oh Santissima" in occasione del Giubileo delle Famiglie del 2000 davanti a 350mila persone in piazza San Pietro e a pochi passi dal Papa Giovanni Paolo II.
Nel settembre 2023 è stata premiata per i suoi 50 anni di iscrizione all'Albo dei Giornalisti e recentemente ha pubblicato il libro: "UNA VITA DA FAVOLA - quattro generazioni a confronto" con Temperatura editrice. La promozione di quest'opera si è svolta in maniera molto massiccia in diverse trasmissioni televisive, tra cui Unomattina presentata da Daniela Ferolla, I fatti vostri con Tiberio Timperi, Verissimo con Silvia Toffanin, Cusano TV di Roma e dai più importanti telegiornali nazionali, divulgata anche da parecchie Agenzie di stampa. 

### Vita privata
Graziella Caly è la mamma della cantante Arianna Martina Bergamaschi, di cui è stata anche insegnante di canto.

## Discografia parziale

### Album
- 1975: Le canzoni delle donne carcerate (Variety, RLV ST 90506; pubblicato come Graziella Calì)
- 1978: In riva agli occhi di una donna (Panarecord, ES 41012)

### Singoli
- 1959: Quando piove con il sole/Sayonara (Fonit Cetra, SP 30619; inciso come Grazia Kaly)
- 1961: Evviva il twist/Piange un negro (Continental, NP 361)
- 1961: Verrò/Per sempre o mai (Caruso, CV/10/10; inciso come Pitù; lato A cantato da Dino Sarti)
- 1962: Te ne vai/Non lo sai (Nuova Enigmistica Tascabile, N 410; inciso come Pitù; solo lato B, lato A cantato da Sergio Solinas)
- 1962: Buccia di banana/Chici cha cha cha (Nuova Enigmistica Tascabile, N 416; solo lato B, lato A cantato da Beatrice D'Auri)
- 1962: Stringimi forte i polsi/Esagerata (Nuova Enigmistica Tascabile, N 437; solo lato A, lato B cantato da Roby Valente)
- 1962: Esperanza/Cercami (Nuova Enigmistica Tascabile, N 440; solo lato B, lato A cantato da Los Perrochitos)
- 1962: Baci/Precipitevolissimevolmente (Nuova Enigmistica Tascabile, N 442; solo lato B, lato A cantato da Roby Valente)
- 1962: Quando quando quando/Ci sto (Nuova Enigmistica Tascabile, N 444; solo lato B, lato A cantato da Nando Star)
- 1962: Amor, mon amour, my love/Virgola di Luna (Nuova Enigmistica Tascabile, N 445; solo lato B, lato A cantato da Nando Star)
- 1963: Angela/Non puoi impedirmi d'amar (Nuova Enigmistica Tascabile, N 458; solo lato B, lato A cantato da Roby Valente)
- 1963: La notte non lo sa/La Domenica (Nuova Enigmistica Tascabile, N 460)
- 1963: La scuola è finita/Eri un'abitudine (Nuova Enigmistica Tascabile, N 468; solo lato A, lato B cantato da Marcello Zanetti)
- 1963: Prima di te, dopo di te/Ja tamourè (Nuova Enigmistica Tascabile, N 469; solo lato B, lato A cantato da Rita Bertolini)
- 1963: Piangerò per te/C'eri anche tu (Nuova Enigmistica Tascabile, N 471; solo lato B, lato A cantato da Cleto Colombo)
- 1963: La ragazza dell'ombrellone accanto/Hey Paula (Nuova Enigmistica Tascabile, N 475; solo lato B, lato A cantato da Lello & Lella)
- 1964: Così felice/Tuffiamoci (Nuova Enigmistica Tascabile, N 480; solo lato B, lato A cantato da Marcello Zanetti
- 1964: Please please me/La vendemmia dell'amore (Nuova Enigmistica Tascabile, N 488; solo lato B, lato A cantato da I Marino's)
- 1964: La prima festa che darò/Datemi un martello (Nuova Enigmistica Tascabile, N 490; solo lato A, lato B cantato da Lucia Cavallari)
- 1964: Città vuota/Vulcano (Nuova Enigmistica Tascabile, N 493; solo lato A, lato B cantato da Vivetta Gardenghi)
- 1964: E l'uomo per me/Quando siamo in compagnia (Nuova Enigmistica Tascabile, N 506; solo lato A, lato B cantato da Tony Rasa)
- 1964: Letkis-Jenka/Congratulazioni a te (Nuova Enigmistica Tascabile, N 512; solo lato B, lato A cantato da The Sweden)
- 1964: Poco sole/I giorni dell'amore (Nuova Enigmistica Tascabile, N 514)
- 1965: Abbracciami forte/Mia cara (Nuova Enigmistica Tascabile, N 525; solo lato A, lato B cantato da Tonino Rossi)
- 1965: Non a caso il destino ci ha fatto incontrare/E se domani (Nuova Enigmistica Tascabile, N 530; solo lato B, lato A cantato da Rino Gionchetta)
- 1965: Invece no/Scegli me o il resto del mondo (Nuova Enigmistica Tascabile, N 532; solo lato A, lato B cantato da Fanny Mariano)
- 1965: Ho bisogno di vederti/Tutte meno una (Nuova Enigmistica Tascabile, N 534; solo lato A, lato B cantato da Rita Bertolini)
- 1965: Un anno d'amore/Il mare quest'estate (Nuova Enigmistica Tascabile, N 559; solo lato A, lato B cantato da Giancarlo Garbarini)
- 1966: Ho freddo/Come, come, come (Yes, NOM 1014)
- 1968: La ballata del cane fedele/Ti voglio bene (BDM, PA 45009)
- 1969: Che gusto c'è.../Sa di te (Morquin Record, MQM 023-69; inciso come Grazia Caly)
- 1970: Aquarius/La ballata del cane (Morquin Record, MQM 023-70; inciso come Grazia Caly)
- 1971: Le gambe dei campioni/Girando in bicicletta per Varese (Ediemme Records, GE 025; inciso come Grazia Caly)
- 1979: Sono donna anch'io/Storia di un fiore (IAF 1917)

## Sigle di cartoni animati e brani scritti per RTI Music con lo pseudonimo di 'Nuvola'
| Titolo                        | Autore del testo        | Autore della musica                                      | Interprete                                                    | Album di pubblicazione                                      | Anno |
| ----------------------------- | ----------------------- | -------------------------------------------------------- | ------------------------------------------------------------- | ----------------------------------------------------------- | ---- |
| Sonic X                       | Nuvola                  | Massimiliano Gusmini, Michele Monestiroli                | Giacinto Livia                                                | Cartoonlandia Boys                                          | 2005 |
| Teo and Friends               | Nuvola                  | Fulvio Griffini, Stefania Camera                         | Cristina D'Avena                                              | Cartoonlandia Girls                                         | 2005 |
| WITCH                         | Nuvola                  | Max Longhi, Giorgio Vanni                                | Lucky Star (Emma Marrone, Laura Pisu e Colomba Pane)          | Cartoonlandia Girls                                         | 2005 |
| Rima                          | Nuvola                  | Fulvio Griffini, Stefania Camera                         | Cristina D'Avena                                              | Mirmo!!                                                     | 2006 |
| Rima e Mirmo insieme          | Nuvola                  | Massimiliano Gusmini, Michele Monestiroli                | Cristina D'Avena, Massimiliano "Max" Corfini                  | Mirmo!!                                                     | 2006 |
| Yacky pronto a lottare        | Nuvola                  | Enrico Francesco Santulli                                | Sara Bernabini                                                | Mirmo!!                                                     | 2006 |
| King Kong                     | Nuvola                  | Cristiano Macrì                                          | Silvio Pozzoli                                                | Cristina D'Avena e i tuoi amici in TV 19                    | 2006 |
| Siamo le Trollz               | Nuvola                  | Luca Orioli                                              | Le Trollz (Alessandra Edun, Paola Calacoci e Elena Tavernini) | Cristina D'Avena e i tuoi amici in TV 19                    | 2006 |
| Totally Spies                 | Nuvola, Lorenzo Imerico | Massimo Senzioni                                         | YAGO e MissBit                                                | Cartoonlandia Boys&Girls Story                              | 2006 |
| Bratz forever                 | Nuvola                  | Danilo Bernardi, Giuseppe Zanca                          | Sara Bernabini                                                | Cartoonlandia Boys&Girls Story                              | 2006 |
| Hunter x Hunter               | Nuvola, Fabio Gargiulo  | Max Longhi, Giorgio Vanni                                | Silvio Pozzoli                                                | Cartoonlandia Boys&Girls Story                              | 2006 |
| Keroro                        | Nuvola                  | Max Longhi, Giorgio Vanni                                | Giorgio Vanni, Sara Bernabini                                 | Cartoonlandia Boys&Girls Story                              | 2006 |
| Assoluto amore                | Nuvola                  | Cristiano Macrì                                          | Valeria Caponnetto Delleani                                   | Mermaid Melody - Principesse Sirene                         | 2007 |
| Concerto d'amore              | Nuvola                  | Danilo Bernardi, Giuseppe Zanca                          | Francesca Daprati                                             | Mermaid Melody - Principesse Sirene                         | 2007 |
| Portami con te                | Nuvola                  | Goffredo Orlandi                                         | Elisabetta Cavalli                                            | Mermaid Melody - Principesse Sirene                         | 2007 |
| Stella preziosa               | Nuvola                  | Valeriano Chiaravalle                                    | Francesca Daprati                                             | Mermaid Melody - Principesse Sirene                         | 2007 |
| Torno all'oceano              | Nuvola                  | Cristiano Macrì                                          | Denise Misseri                                                | Mermaid Melody - Principesse Sirene                         | 2007 |
| Voce del buio                 | Nuvola                  | Fausto Cogliati                                          | Daniela Rando                                                 | Mermaid Melody - Principesse Sirene                         | 2007 |
| Mushiking                     | Nuvola                  | Max Longhi, GIorgio Vanni                                | Giorgio Vanni                                                 | inedito                                                     | 2007 |
| Pokémon Diamante e Perla      | Nuvola                  | Max Longhi, GIorgio Vanni                                | Cristina D'Avena, Giorgio Vanni                               | Pokémon Compilation                                         | 2007 |
| Faireez                       | Nuvola                  | Danilo Bernardi, Giuseppe Zanca                          | Cristina D'Avena                                              | Cristina D'Avena e i tuoi amici in TV 21                    | 2008 |
| Pirati all'arrembaggio        | Nuvola                  | Antonio d'Ambrosio                                       | Cristina D'Avena, Antonio Divincenzo                          | Cristina D'Avena e i tuoi amici in TV 21                    | 2008 |
| Sugar Sugar                   | Nuvola                  | Cristiano Macrì                                          | Elisabetta Cavalli, Francesca Daprati                         | Cristina D'Avena e i tuoi amici in TV 21                    | 2008 |
| Tartarughe Ninja              | Nuvola                  | Danilo Bernardi, Giuseppe Zanca                          | Giorgio Vanni                                                 | Cristina D'Avena e i tuoi amici in TV 21                    | 2008 |
| Voce del buio (versione 2008) | Nuvola                  | Fausto Cogliati                                          | Elena Tavernini                                               | La colonna sonora delle Principesse Sirene - Mermaid Melody | 2008 |
| Il popolo dell'aria           | Nuvola                  | Fausto Cogliati                                          | Fabio Ingrosso                                                | Gormiti che miti!                                           | 2008 |
| Il popolo della terra         | Nuvola                  | Fausto Cogliati                                          | Fabio Ingrosso                                                | Gormiti che miti!                                           | 2008 |
| Orrore                        | Nuvola                  | Francesco "Frank" Caruso                                 | Silvio Pozzoli                                                | Gormiti che miti!                                           | 2008 |
| Bakugan                       | Nuvola                  | Maurizio Bianchini, Graziano Pegoraro, Susanna Balbarani | Susanna Balbarani                                             | Cart1: I cartoni originali di Italia Uno                    | 2009 |
| Gaiking                       | Nuvola                  | Enrico Francesco Santulli                                | Silvio Pozzoli                                                | Cart1: I cartoni originali di Italia Uno                    | 2009 |
| Grossology                    | Nuvola                  | Fausto Cogliati                                          | Fabio Ingrosso                                                | Cart1: I cartoni originali di Italia Uno                    | 2009 |
| Idaten Jump                   | Nuvola                  | Danilo Bernardi, Giuseppe Zanca                          | Antonio Divincenzo                                            | Cart1: I cartoni originali di Italia Uno                    | 2009 |
| Emma                          | Nuvola                  | Danilo Bernardi, Giuseppe Zanca                          | Cristina D'Avena                                              | Natale con Cristina                                         | 2010 |
| Il cuore di Cosette           | Nuvola                  | Valeriano Chiaravalle                                    | Roberta Pagnetti                                              | Natale con Cristina                                         | 2010 |
| Viva Piñata                   | Nuvola                  | Cristiano Macrì                                          | Cristina D'Avena                                              | Natale con Cristina                                         | 2010 |

## Opere
- L'orco. Una presenza inquietante, collana Nargre, Roma, Greco & Greco Editori, 2008, ISBN 978-8879804639.
- Una vita da favola: Quattro generazioni a confronto, Roma, Temperatura Edizioni, 2024, ISBN 979-1281166240.